# Nora Clench
Nora Clench (6 mai 1867 — 17 mai 1938) est une violoniste canadienne.

## Biographie
Née Esther Leonora Serrer à St. Marys (Ontario), elle la fille de L. M. Clench. Enfant prodige de la musique, elle a quinze ans lorsqu'elle entre au Conservatoire de Leipzig en Allemagne où elle a été élève du violoniste russe Adolf Brodsky. Après avoir obtenu son diplôme en 1889 elle devient la première violoniste et chef d'orchestre à Buffalo, New York. Plus tard, elle part en tournée en Europe et s'installe à Londres. Le Times dit d'elle que « son ton est superbe et sa technique est excellente. »
Elle prend sa retraite en 1908 quand elle épouse le peintre australien Arthur Streeton. Elle déménage en Australie en 1924 et devient Lady Streeton quand son mari est fait chevalier en 1937. Elle est morte à Toorak, Victoria, en 1938.